# Тінідур
Тінідур (нім. Tinidur — за початковими буквами нім. TItan + NIckel + DURable) — жароміцна сталь аустенітного класу, розроблена у 1936 році в Німеччині інженерами-металургами Г. Банделем (нім. G. Bandel) і К. Гебхардтом (нім. K. Gebhard) — співробітниками дослідницького відділення компанії «Friedrich Krupp AG» (м. Вульфрат).

## Історія створення жароміцної сталі
В Німеччині систематичні дослідження жароміцності різних матеріалів були розпочаті у 1935–1936 роках Авіаційним центром DVL (нім. «Deutsche Versuchsanstalt für Luftfahrt» — Німецький науково-дослідний інститут авіації). Родоначальником досліджень у цій області, що проводилися стосовно до турбонагнітачів авіаційних двигунів, є Франц Болленрат (нім. Franz Bollenrath) — в 1940-і роки директор НДІ авіаційних матеріалів DVL.
Сталь тінідур у початковому варіанті мала позначення «Р-193». Зміцнення сталі за високих температур (опір повзучості) передбачалося забезпечити дисперсними виділеннями термічно стійких карбідів, для чого у склад стали вводили вуглець (0,5 %) і титан (2 %). Згодом було встановлено, що дисперсійне тверднення відбувається і за відсутності вуглецю — за рахунок дисперсних виділень інтерметалідної сполуки Ni3Ti. Після цього вміст вуглецю зменшили до 0,1 %. Покращеним варіантом цієї сталі став тінідур. Через 4-5 років аналогічна ситуація повторилась у Великій Британії при розробці жароміцного нікелевого сплаву «німонік», опір повзучості якого також сподівались отримати за рахунок дисперсних виділень карбідів титану. В кінцевому підсумку виявилось, що високотемпературна міцність матеріалу зобов'язана дисперсним виділенням інтерметаліду Ni3(Ti, Al).
| Марка сталі | %C        | %Mn     | %Si     | %Ni       | %Cr       | %Mo  | %Ti     | %Al | % ін. елементів |
| ----------- | --------- | ------- | ------- | --------- | --------- | ---- | ------- | --- | --------------- |
| P-193       | 0,5       | 0,6     | 0,6     | 30        | 30        | -    | 2       | -   | Fe-основа       |
| Тінідур     | 0,12-0,14 | 0,6-1,0 | 0,6-1,0 | 29,0-31,0 | 14,5-15,5 | -    | 1,8-2,2 | 0,2 | Fe-основа       |
| А286        | 0,05      | 1,35    | 0,55    | 25        | 15        | 1,25 | 2,0     | 0,2 | 0,3V            |

Призначення легувальних елементів в аустенітних сталях тінідур: 
- Ni — зміцнює й стабілізує аустенітну структуру, утворює гамма-штрих фазу та перешкоджає утворенню небажаних фаз.
- Cr — забезпечує стійкість до газової корозії й зміцнює твердий розчин.
- Ti і Al — основні хімічні елементи, що забезпечують дисперсне тверднення сплаву.

Сталь піддавалась загартуванню з температури 1125 °C у воді й старінню при температурі 750 °C. При правильно підібраній термообробці відбувається виділення з аустенітної матриці дисперсних кристалів інтерметалідної фази Ni3(Ti, Al).

## Застосування у реактивному моторобудуванні

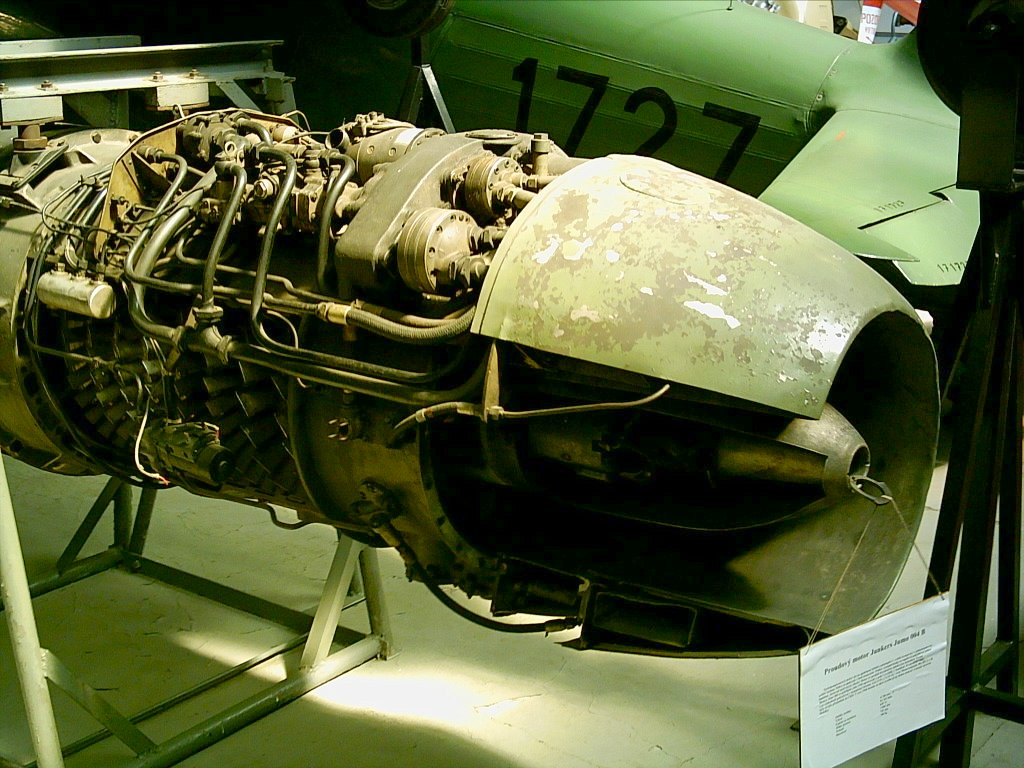
Турбореактивний двигун Jumo 004B-1 з лопатками турбіни з матеріалу тінідур

У 1937 році німецький конструктор Ганс фон Огайн, обрав тінідур для виготовлення теплонапружених вузлів конструкції й розпочав розроблення першого повітряно-реактивного двигуна «HeS 3» (нім. HeS - Heinkel Strahltriebwerke) літака He 178.
До 1939 року конструктори Ансельм Франц (нім. Anselm Franz), Отто Мадер (нім. Otto Mader) і головний металург Гайнріх Аденштедт (нім. Heinrich Adenstedt) моторного відділу авіабудівної компанії «Junkers», (нім. «Junkers Motorenbau GmbH») в Магдебурзі, за результатами порівняльних випробувань наявних в Німеччині матеріалів, обрали жароміцну сталь тінідур, як найкращий матеріал для лопаток турбіни двигуна Jumo-004 на робочі температури 600–700 °C.
До 1943 року зусиллями відділу матеріалів «Junkers Motorenbau GmbH» в Дессау було розв'язано проблему надійності та стабільності характеристик експлуатаційної міцності монолітних лопаток зі сталі тінідур двигуна «Jumo-004». З 1943 року у зв'язку зі зростанням дефіциту легувальних елементів компанією «Friedrich Krupp AG» було розроблено декілька варіантів жароміцних сталей економного легування, у цьому числі сталі хромадур (нім. Cromadur) та ванідур (нім. Vanidur). В сталі хромадур, що призначалась для виготовлення робочих і соплових лопаток, нікель замінено марганцем, котрий як і нікель розширює область гамма-твердого розчину. Викликане такою заміною зниження окалиностійкості сплаву частково компенсувалось вмістом кремнію. У сталі ванідур (за маркуванням компанії — «V2A-ED»), призначеній для виготовлення дисків ротора турбіни, вольфрам (1 % W) замінено на ванадій (1 % V). Сталь сінідур (нім. Sinidur) характеризувалась карбідним та інтерметалідним зміцненням. Склад згаданих сталей подано у таблиці.
| Марка сталі | %C        | %Mn       | %Si      | %Ni       | %Cr       | %Mo     | %W  | %Ti     | %Al | % ін. елементів          |
| ----------- | --------- | --------- | -------- | --------- | --------- | ------- | --- | ------- | --- | ------------------------ |
| Хромадур    | 0,09-0,12 | 17,5-18,5 | 0,55-0,7 | -         | 11,0-14,0 | 0,7-0,8 | -   | -       | -   | V 0,60-0,70 0,18-0,23 N2 |
| Ванідур     | 0,1       | 0,2-0,4   | 0,3-0,6  | 10,0-11,0 | 17,0-18,0 | -       | -   | 0,5-0,7 | -   | 1%V                      |
| Сінідур     | 0,25      | -         | -        | 24        | 19        | 2,0     | 1,0 | 2,2-3,0 | 1,0 | -                        |

## Повоєнне застосування сталі тінідур у США
В кінці 1940-х років у США під керівництвом Гюнтера Молінґа (англ. Gunter Mohling) — заступника директора з досліджень компанії «Allegheny Ludlum Steel Corp» було створено покращений варіант сталі тінідур, що отримав маркування А286. Сталь А286 відрізняється від базової додаванням молібдену (1,3 %) й уточненим вмістом деяких елементів. Призначення молібдену — підвищення пластичності зразків з надрізом при підвищених температурах. Вперше застосована у 1950 році для виготовлення дисків турбіни, згодом, корпусів турбіни, силових деталей форсажної камери повітряно-реактивних двигунів, лопаток і дисків газових турбін та компресорів. При виготовленні дисків турбіни сталь замінено в середині 1960-х років нікель-залізним сплавом «Інкалой 901» (IN901). Випуск різних напівфабрикатів сталі А286 у США здійснювали відразу п'ять металургійних фірм: «Allegheny Ludlum», «Carpenter Technology», «Republic Steel/Special Metalls Division», «Superior Tube», «Universal Cyclopes», що свідчить про масштаби її застосування в авіа- та ракетній промисловості США.
Сплав хромадур випускався у США під маркою AF-71.